# Марценюк-Кухарук Марія Гаврилівна
Марценюк-Кухарук Марія Гаврилівна (20 червня 1936, Потопиха) — українська вчена-хімік, доктор технічних наук.

## Біографія
Народилася 20 липня 1936 року в селі Потопиха Сумської області.
У 1959 році закінчила хімічний факультет Київського Державного Університету імені Т. Г. Шевченка (спеціальність — хімія).
З 1971 року — кандидат хімічних наук; з 1979 року — старший науковий співробітник; з 1990 року — доктор технічних наук.
Лауреат Державної премії України в галузі науки і техніки 1987 року, лауреат премії ім. Л. В. Писаржевського НАН України в галузі хімії та хімічної технології 2000 року.

## Кар'єрний шлях
- 08.1959-08.1971 — інженер Інституту фізичної хімії імені Л. В. Писаржевського Академії Наук УРСР;
- 09.1971-05.1980 — молодший науковий співробітник Інституту фізичної хімії імені Л. В. Писаржевського Академії Наук УРСР;
- 05.1980-06.1996 — старший науковий співробітник Інституту фізичної хімії імені Л. В. Писаржевського Академії Наук УРСР;
- 06.1990-06.1999 — провідний науковий співробітник Інституту фізичної хімії імені Л. В. Писаржевського НАН України.

## Основні напрямки наукової діяльності
Розробка каталізаторів і способів очистки відхідних газів від СО, NOx, CnHm, а також оксидний багатокомпонентний блочної стільникової структури каталізатор для селективного відновлення оксидів азоту аміаком і вуглеводнями.
Розроблена високоефективна технологія вуглекислотного підживлення рослин закритого ґрунту каталітично очищеними відхідними газами власних котелень і широко впроваджена в господарствах України.
Розроблено нові високоефективні каталізатори для селективного відновлення оксидів азоту вуглеводнями на основі синтетичних та природних цеолітів, а також з'ясовано механізм впливу оксидів сірки на цеолітні каталізатори СКВ-процесу.

## Основні наукові публікації
- Марценюк-Кухарук М. Г. Каталитическая очистка выбросных газов от окиси углерода // Роль химии в охране окружающей среды. Сборник научных трудов. — Киев: Наукова думка, 1983. — С. 73-87.
- Марценюк-Кухарук М. Г. Закономерности окисления окиси углерода на палладиевых и меднохромоксидных катализаторах / Марценюк-Кухарук М. Г., Орлик С. Н. // Катализ и катализаторы. — Киев: Наукова думка, 1987. — вып. 25. — С. 45-52.
- Пятницкий Ю. И. О механизме реакции CO с NO на палладиевых катализаторах / Пятницкий Ю. И., Марценюк-Кухарук М. Г., Орлик С. Н. // Теоретическая и экспериментальная химия. — 1987.- Т. 23, № 4. — С. 484–489.
- Остапюк В. А. Влияние SO2 на реакцию селективного восстановления NO углеводородами С3, С4 на церийсодержащем цеолите / Остапюк В. А., Марценюк-Кухарук М. Г., Орлик С. Н. // Теоретическая и экспериментальная химия. — 1996. — Т. 32, № 4. — С. 255–257.
- Орлик С. Н. Влияние диоксида серы на активность модифицированных морденитов в процессе СКВ NOx / Орлик С. Н., Стружко В. Л., Марценюк-Кухарук М. Г., Стасевич В. П., Остапюк В. А., Тельбиз Г. М. // Теоретическая и экспериментальная химия. — 1999. — Т. 35, № 2. — С. 119–124.